# آستانگو
آستانگو (استونیایی: Astangu) یکی از زیربخش‌های شهر تالین است که در ناحیه هابرستی قرار دارد و در سال ۲۰۱۵ دارای ۲٫۰۷ کیلومتر مربع مساحت و ۳۲۷۴ نفر جمعیت بوده.

## نگارخانه

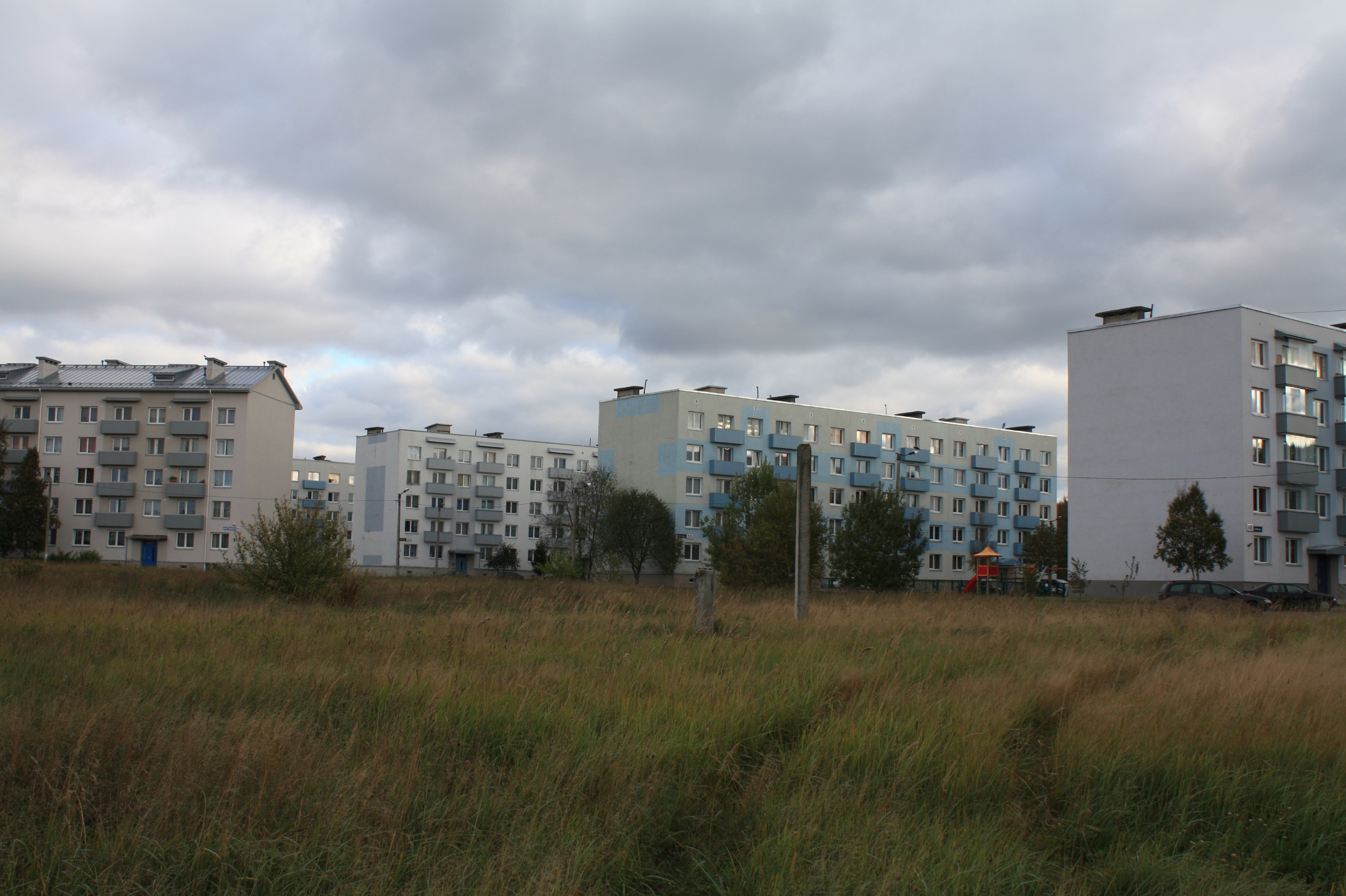
ساختمان‌های آپارتمانی دوره شوروی
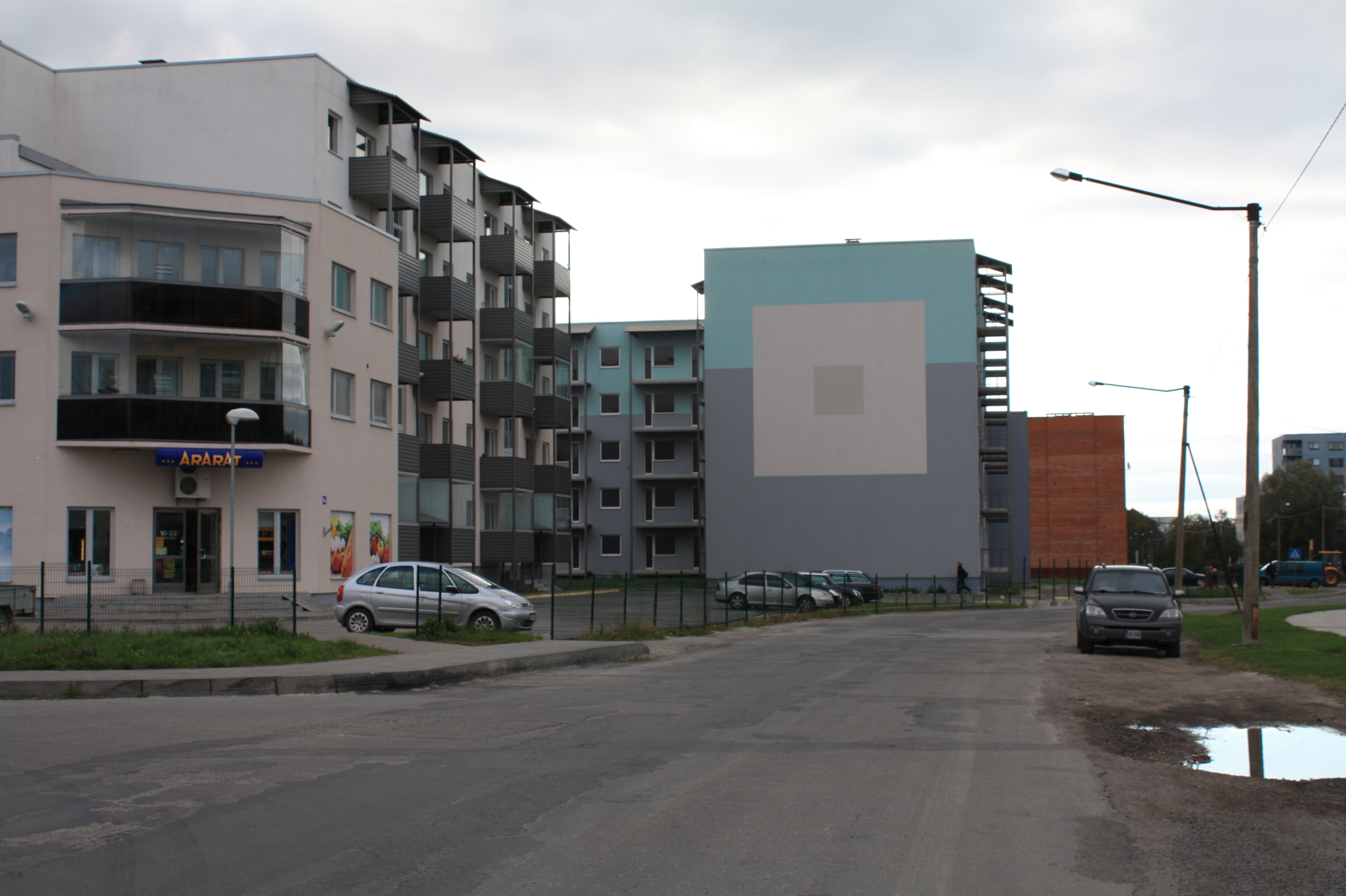
ساختمان های آپارتمانی جدید
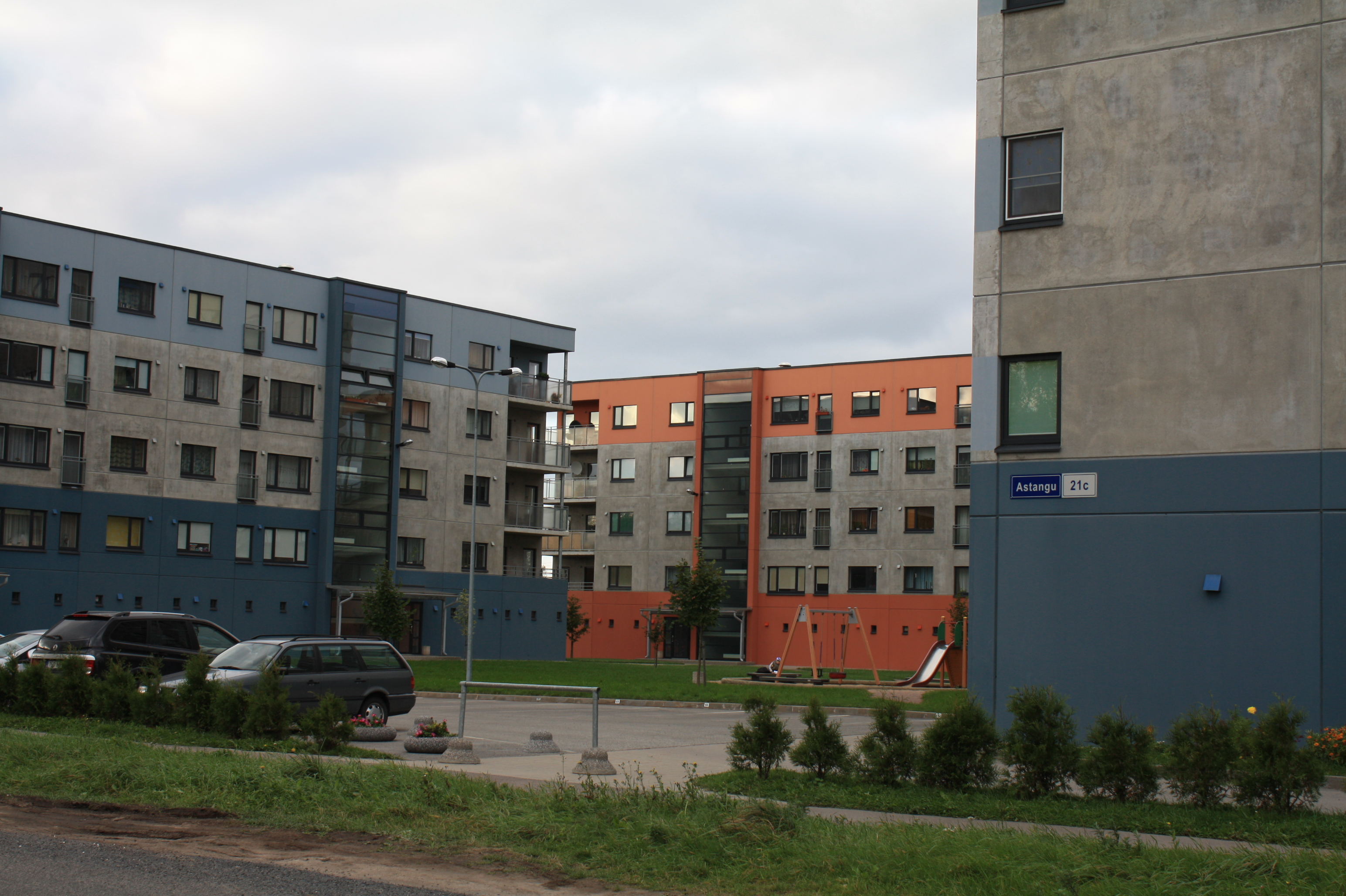